# Nachole
Nachole är ett underdistrikt i Bangladesh. Det ligger i den västra delen av landet, 230 km nordväst om huvudstaden Dhaka.
Trakten runt Nachole består till största delen av jordbruksmark. Runt Nachole är det tätbefolkat, med 735 invånare per kvadratkilometer.